# 高野寺 (大田市)

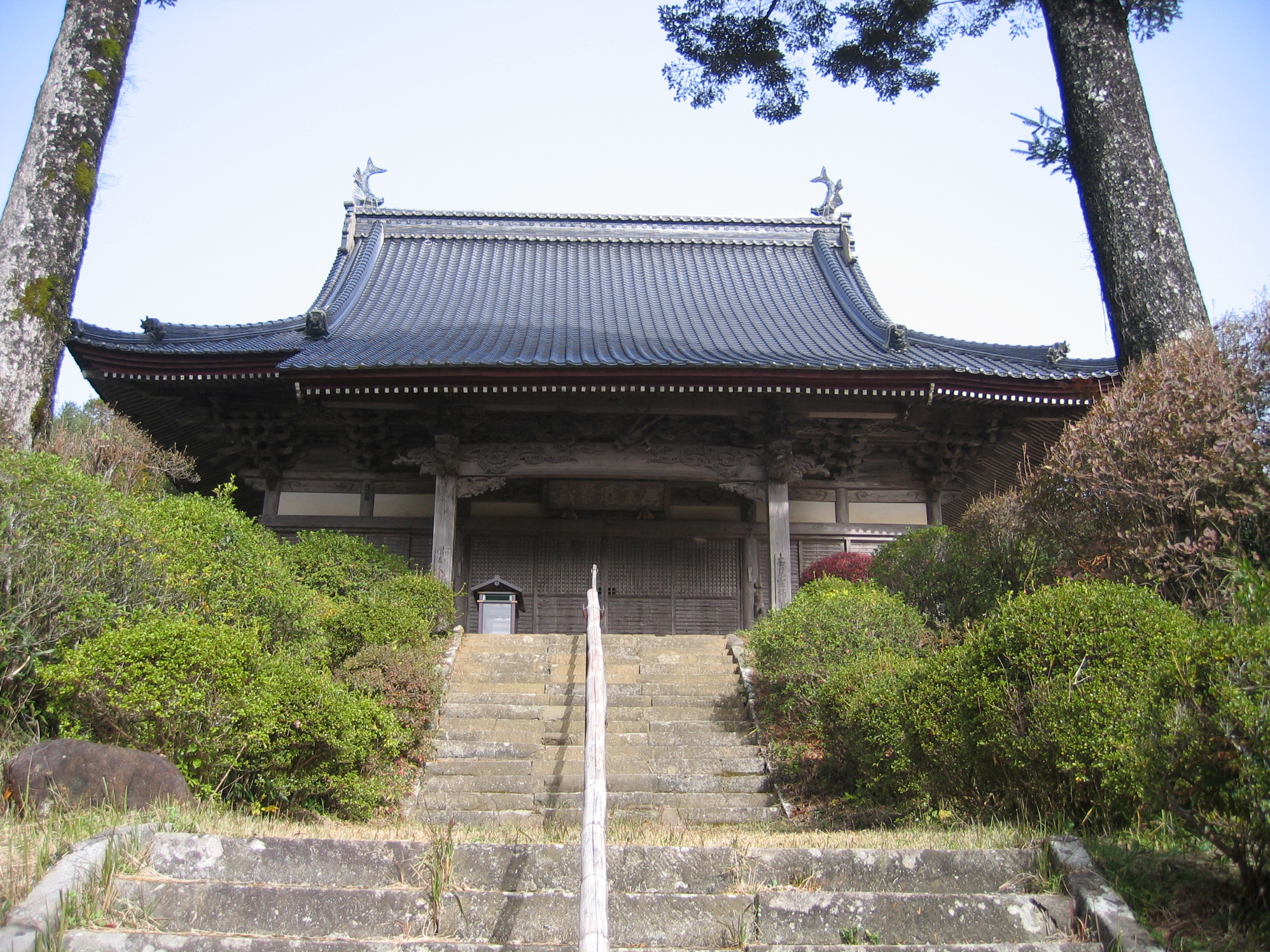
本堂

高野寺（たかのじ）は、島根県大田市温泉津町に所在する真言宗御室派の寺院。山号は醍醐味山。
石見観音札所の33番札所であり、「西の高野山（こうやさん）」とも称されるが、寺号の読みは「たかのじ」である。

## 歴史
創建の時期は寺伝により平安初期弘仁5年。弘法大師の開基とする。貞治4年5月6日（1365年）守護山名義理奉書によると地頭井尻兼基と高野寺院主についての資料が見える。寺伝によれば乗尊大徳は吉川経兼の子息とされる。
文明期以降は大内氏に寺領安堵され氏寺の興隆寺の末寺となった時期がある。江戸末期に将海和尚は伽藍復興し諸堂を再建する。褒賞として小松宮親王より醍醐味山の勅額を下賜される。往時は仁和寺直末寺であり五智永兼帯院室の寺格であった。

## 行事他
- 温泉津の観光名所の一つで、毎年5月5日に春季大祭「つつじ祭り」が開催される。寺全体で3000本からのツツジの木が植えられている。また火渡りなどの行事が行われる。
- 石見銀山天領七福神　寿老人が祀られる。

ご神詠　あらわさばくもりやしなむかむみたまやまにおさめてあかつきをまて
ご詠歌　あらとうとや神のみたまのかがみ山うつしてむかふかけもにごらず

## 文化財
- 県文化財：銅鐘（どうしょう）

## 交通アクセス
- JR山陰線温泉津駅から、車で20分。
- 地図